# Oedicephalus gracilicornis
Oedicephalus gracilicornis är en stekelart som beskrevs av Cresson 1868. Oedicephalus gracilicornis ingår i släktet Oedicephalus och familjen brokparasitsteklar. Inga underarter finns listade i Catalogue of Life.